# Villasecino
Villasecino (Viḷḷasecinu en patsuezu) de Babia es un pequeño pueblo de San Emiliano, en la provincia de León situado en la carretera León-Villablino que se encuentra en el corazón de Babia, comarca leonesa declarada Reserva de la Biosfera el 29 de octubre de 2004. Seguramente en él, al igual que en Riolago y en La Majúa, se detenían los reyes de León cuando salían a cazar y a descansar en estos lugares cuyo entorno natural entre montañas, pastos y ríos lleno de paz les ayudaba a liberarse de los enredos de la Corte.
Son típicas sus casas de piedra, de estilo babiano, destacando un palacio señorial llamado comúnmente "La Casona" por los habitantes del lugar. También es famosa la Capilla del Lazao, sita a aproximadamente 1 km del centro rural.
Es un enclave turístico con una excelente gastronomía en el que se pueden paladear excelentes guisos y embutidos. Sus habitantes viven principalmente de la ganadería vacuna y equina, relegando la agricultura a un papel de consumo propio.
Se dice que el caballo Babieca del Cid así se llamaba por su procedencia de Babia. Aquí siguen pastando muchos caballos y sobre todo yeguas. En la capital del Ayuntamiento, San Emiliano, se celebran dos ferias y concurso de yeguas al año.